# 聖詹姆斯 (北卡羅萊納州)
聖詹姆斯（英語：St. James）是一個位於美國北卡羅萊納州不倫瑞克縣的城鎮。

## 人口
根據2020年美國人口普查的數據，聖詹姆斯的面積為23.83平方千米，當中陸地面積為23.60平方千米，而水域面積為0.22平方千米。當地共有人口6529人，而人口密度為每平方千米274人。